# Castles in the Air (film 1914)
Castles in the Air è un cortometraggio muto del 1914 diretto da Norval MacGregor

## Produzione
Il film fu prodotto dalla Selig Polyscope Company.

## Distribuzione
Distribuito dalla General Film Company, il film - un cortometraggio in una bobina - uscì nelle sale statunitensi il 17 giugno 1914.